# Olympische Sommerspiele 2020/Boxen/Qualifikation
Die Qualifikation für die Boxwettbewerbe der Olympischen Sommerspiele 2020 sollte ursprünglich vom 20. Februar bis 24. Mai 2020 erfolgen. Wegen der COVID-19-Pandemie wurden jedoch einige Qualifikationswettkämpfe abgesagt, wodurch sich der Zeitraum verlängerte. Die Athleten hatten die Chance sich Quotenplätze in vier kontinentalen Turnieren sowie einem Internationalen zu sichern. Die japanische Delegation erhielt als Gastgeber bis zu sechs Quotenplätze zu. Des Weiteren wurden Einladungsplätze von der „Tripartite Commission“ vergeben.

## Übersicht
| Nation                       | Männer  | Männer | Männer | Männer | Männer | Männer       | Männer | Männer        | Frauen  | Frauen | Frauen | Frauen | Frauen | Gesamt |
| Nation                       | Fliegen | Feder  | Leicht | Welter | Mittel | Halb- schwer | Schwer | Super- schwer | Fliegen | Feder  | Leicht | Welter | Mittel | Gesamt |
| ---------------------------- | ------- | ------ | ------ | ------ | ------ | ------------ | ------ | ------------- | ------- | ------ | ------ | ------ | ------ | ------ |
| Ägypten                      |         |        |        |        |        | X            |        | X             |         |        |        |        |        | 2      |
| Algerien                     | X       |        |        |        | X      | X            | X      | X             | X       |        | X      |        | X      | 8      |
| Antigua und Barbuda          |         |        | X      |        |        |              |        |               |         |        |        |        |        | 1      |
| Argentinien                  | X       | X      |        | X      | X      |              |        |               |         |        | X      |        |        | 5      |
| Armenien                     | X       |        | X      |        | X      |              |        |               |         |        |        |        |        | 3      |
| Aserbaidschan                |         | X      | X      | X      |        | X            |        | X             |         |        |        |        |        | 5      |
| Australien                   | X       |        | X      |        |        | X            |        |               |         | X      |        |        | X      | 5      |
| Bahrain                      |         |        |        |        |        |              |        | X             |         |        |        |        |        | 1      |
| Botswana                     | X       |        |        |        |        |              |        |               |         | X      |        |        |        | 2      |
| Brasilien                    |         |        | X      |        | X      | X            | X      |               | X       | X      | X      |        |        | 7      |
| Bulgarien                    | X       |        |        |        |        |              |        |               | X       | X      |        |        |        | 3      |
| Burundi                      |         |        |        |        |        |              |        |               | X       |        |        |        |        | 1      |
| China                        | X       |        |        |        | X      | X            |        |               | X       |        |        | X      | X      | 6      |
| Chinesisch Taipeh            |         |        |        |        |        |              |        |               | X       | X      | X      | X      |        | 4      |
| Demokratische Republik Kongo |         |        | X      |        | X      |              |        |               |         | X      | X      |        |        | 4      |
| Deutschland                  |         | X      |        |        |        |              | X      |               |         |        |        | X      |        | 3      |
| Dominikanische Republik      | X       | X      | X      | X      | X      |              |        |               | X       |        |        | X      |        | 7      |
| Ecuador                      |         | X      |        |        |        |              | X      |               |         |        | X      |        | X      | 4      |
| El Salvador                  |         |        |        |        |        |              |        |               |         | X      |        |        |        | 1      |
| Eswatini                     |         |        |        | X      |        |              |        |               |         |        |        |        |        | 1      |
| Finnland                     |         |        |        |        |        |              |        |               |         |        | X      |        |        | 1      |
| Frankreich                   | X       | X      | X      |        |        |              |        | X             |         |        | X      |        |        | 5      |
| Georgien                     | X       |        |        | X      | X      |              |        |               |         |        |        |        |        | 3      |
| Ghana                        | X       | X      |        |        |        | X            |        |               |         |        |        |        |        | 3      |
| Großbritannien               | X       | X      | X      | X      |        | X            | X      | X             | X       | X      | X      |        | X      | 11     |
| Guyana                       |         | X      |        |        |        |              |        |               |         |        |        |        |        | 1      |
| Haiti                        |         |        |        |        | X      |              |        |               |         |        |        |        |        | 1      |
| Indien                       | X       |        | X      | X      | X      |              |        | X             | X       |        | X      | X      | X      | 9      |
| Iran                         |         | X      |        |        | X      |              |        |               |         |        |        |        |        | 2      |
| Irland                       | X       | X      |        | X      |        | X            |        |               |         | X      | X      |        | X      | 7      |
| Italien                      |         |        |        |        |        |              |        |               | X       | X      | X      | X      |        | 4      |
| Jamaika                      |         |        |        |        |        |              |        | X             |         |        |        |        |        | 1      |
| Japan                        | X       |        | X      | X      | X      |              |        |               | X       | X      |        |        |        | 6      |
| Jordanien                    |         | X      | X      | X      |        | X            | X      |               |         |        |        |        |        | 5      |
| Kamerun                      |         |        |        | X      | X      |              |        | X             |         |        |        |        |        | 3      |
| Kanada                       |         |        |        | X      |        |              |        |               | X       | X      |        | X      | X      | 5      |
| Kap Verde                    | X       |        |        |        |        |              |        |               |         |        |        |        |        | 1      |
| Kasachstan                   | X       | X      | X      | X      | X      | X            | X      | X             |         |        |        |        | X      | 9      |
| Kenia                        |         | X      |        |        |        |              | X      |               | X       |        |        | X      |        | 4      |
| Kolumbien                    | X       | X      |        |        |        | X            |        | X             | X       | X      |        |        |        | 6      |
| Kosovo                       |         |        |        |        |        |              |        |               |         |        | X      |        |        | 1      |
| Kroatien                     |         |        |        |        |        | X            |        |               |         | X      |        |        |        | 2      |
| Kuba                         | X       | X      | X      | X      |        | X            | X      | X             |         |        |        |        |        | 7      |
| Marokko                      |         | X      | X      |        |        | X            | X      |               | X       |        |        | X      | X      | 7      |
| Mauritius                    |         |        | X      | X      |        |              |        |               |         |        |        |        |        | 2      |
| Mexiko                       |         |        |        |        |        | X            |        |               |         |        | X      | X      |        | 3      |
| Mongolei                     |         | X      | X      |        |        |              |        |               |         |        |        |        | X      | 3      |
| Mosambik                     |         |        |        |        |        |              |        |               |         |        |        | X      | X      | 2      |
| Namibia                      |         |        | X      |        |        |              |        |               |         |        |        |        |        | 1      |
| Neuseeland                   |         |        |        |        |        |              | X      |               |         |        |        |        |        | 1      |
| Niederlande                  |         |        | X      |        |        |              |        |               |         |        |        |        | X      | 2      |
| Panama                       |         |        |        |        |        |              |        |               |         |        |        |        | X      | 1      |
| Papua-Neuguinea              |         |        | X      |        |        |              |        |               |         |        |        |        |        | 1      |
| Peru                         |         |        | X      |        |        |              | X      |               |         |        |        |        |        | 2      |
| Philippinen                  | X       |        |        |        | X      |              |        |               | X       | X      |        |        |        | 4      |
| Polen                        |         |        | X      |        |        |              |        |               | X       |        |        | X      | X      | 4      |
| Puerto Rico                  | X       |        |        |        |        |              |        |               |         |        |        |        |        | 1      |
| Refugee Olympic Team         |         |        | X      |        | X      |              |        |               |         |        |        |        |        | 2      |
| Rumänien                     | X       |        |        |        |        |              |        |               |         | X      |        |        |        | 2      |
| ROC                          |         | X      | X      | X      | X      | X            | X      | X             | X       | X      |        | X      | X      | 11     |
| Sambia                       | X       | X      |        | X      |        |              |        |               |         |        |        |        |        | 3      |
| Samoa                        |         |        |        | X      |        |              | X      |               |         |        |        |        |        | 2      |
| Schweden                     |         |        |        |        | X      |              |        |               |         |        | X      |        |        | 2      |
| Serbien                      |         |        |        |        |        |              |        |               | X       |        |        |        |        | 1      |
| Slowakei                     |         |        |        |        | X      |              |        |               |         |        |        |        |        | 1      |
| Somalia                      |         |        |        |        |        |              |        |               |         | X      |        |        |        | 1      |
| Spanien                      | X       | X      |        |        |        | X            | X      |               |         |        |        |        |        | 4      |
| Südkorea                     |         |        |        |        |        |              |        |               |         | X      | X      |        |        | 2      |
| Tadschikistan                |         |        | X      |        |        | X            |        | X             |         |        |        |        |        | 3      |
| Thailand                     | X       | X      |        |        |        |              |        |               |         |        | X      | X      |        | 4      |
| Trinidad und Tobago          |         |        |        |        | X      |              |        |               |         |        |        |        |        | 1      |
| Tunesien                     |         |        |        |        |        |              |        |               |         | X      | X      |        |        | 2      |
| Türkei                       | X       |        |        | X      |        | X            |        |               | X       |        | X      | X      |        | 6      |
| Uganda                       |         |        |        | X      | X      |              |        |               | X       |        |        |        |        | 3      |
| Ukraine                      |         | X      | X      |        | X      |              | X      |               |         |        |        | X      |        | 5      |
| Ungarn                       |         | X      |        |        |        |              |        |               |         |        |        |        |        | 1      |
| Usbekistan                   | X       | X      | X      | X      | X      | X            | X      | X             | X       |        | X      | X      |        | 11     |
| Venezuela                    | X       |        |        |        |        | X            |        |               | X       |        |        |        |        | 3      |
| Vereinigte Staaten           |         | X      | X      | X      | X      |              |        | X             | X       | X      | X      | X      | X      | 10     |
| Vietnam                      |         | X      |        |        |        |              |        |               | X       |        |        |        |        | 2      |
| Belarus                      |         |        | X      | X      | X      |              | X      |               |         |        |        |        |        | 4      |
| Gesamt: 81 NOKs              | 28      | 27     | 29     | 23     | 25     | 22           | 17     | 17            | 25      | 21     | 21     | 18     | 17     | 290    |

## Männer

### Verteilung der Quotenplätze
| Gewichtsklasse                | Kontinental | Kontinental | Kontinental     | Kontinental | Neuverteilung | Gastgeber | Wildcard | Gesamt |
| Gewichtsklasse                | Afrika      | Amerika     | Asien/ Ozeanien | Europa      | Neuverteilung | Gastgeber | Wildcard | Gesamt |
| ----------------------------- | ----------- | ----------- | --------------- | ----------- | ------------- | --------- | -------- | ------ |
| Fliegengewicht (bis 52 kg)    | 3           | 5           | 6               | 8           | 4             | 1         | 1        | 28     |
| Federgewicht (bis 57 kg)      | 3           | 5           | 6               | 8           | 4             | 0         | 1        | 27     |
| Leichtgewicht (bis 63 kg)     | 3           | 5           | 6               | 8           | 4             | 1         | 2        | 29     |
| Weltergewicht (bis 69 kg)     | 3           | 4           | 5               | 6           | 4             | 0         | 1        | 23     |
| Mittelgewicht (bis 75 kg)     | 3           | 4           | 5               | 6           | 4             | 1         | 2        | 25     |
| Halbschwergewicht (bis 81 kg) | 3           | 4           | 5               | 6           | 4             | 0         | 0        | 22     |
| Schwergewicht (bis 91 kg)     | 2           | 3           | 4               | 4           | 4             | 0         | 0        | 17     |
| Superschwergewicht (ab 91 kg) | 2           | 3           | 4               | 4           | 4             | 0         | 0        | 17     |
| Gesamt                        | 22          | 33          | 41              | 50          | 32            | 3         | 7        | 188    |

### Fliegengewicht (bis 52 kg)
| Qualifikationsturnier | Datum                | Ort          | Plätze | Athleten |
| --------------------- | -------------------- | ------------ | ------ | --- |
| Gastgeber             | 7. September 2013    | Buenos Aires | 1      | Ryōmei Tanaka (JPN) |
| Afrika                | 20.–29. Februar 2020 | Dakar        | 3      | Mohamed Flissi (ALG) Patrick Chinyemba (ZAM) Sulemanu Tetteh (GHA) |
| Asien und Ozeanien    | 3.–11. März 2020     | Amman        | 6      | Hu Jianguan (CHN) Thitisan Panmot (THA) Amit Panghal (IND) Shahobiddin Zoirov (UZB) Alex Winwood (AUS) Säken Bibossynow (KAZ)                                                   |
| Europa                | 13.–23. März 2020    | London       | 8      | Billal Bennama (FRA) Sachil Alachwerdowi (GEO) Brendan Irvine (IRL) Gabriel Escobar (ESP) Galal Yafai (GBR) Korjun Soghomonjan (ARM) Cosmin Gîrleanu (ROU) Batuhan Çiftçi (TUR) |
| Amerika               | –                    | –            | 5      | Yosvany Veitía (CUB) Yuberjen Martínez (COL) Yankiel Rivera (PUR) Rodrigo Marte (DOM) Ramón Quiroga (ARG)                                                                       |
| Neuverteilung         | –                    | –            | 4      | Carlo Paalam (PHI) Rajab Otukile Mahommed (BOT) Yoel Finol (VEN) Daniel Assenow (BUL)                                                                                           |
| Wildcard              | –                    | –            | 1      | Daniel Varela de Pina (CPV) |
| Gesamt                | Gesamt               | Gesamt       | 28     | 28 |

### Federgewicht (bis 57 kg)
| Qualifikationsturnier | Datum                | Ort          | Plätze | Athleten |
| --------------------- | -------------------- | ------------ | ------ | --- |
| Gastgeber             | 7. September 2013    | Buenos Aires | 0      | – |
| Afrika                | 20.–29. Februar 2020 | Dakar        | 3      | Everisto Mulenga (ZAM) Nick Okoth (KEN) Samuel Takyi (GHA) |
| Asien und Ozeanien    | 3.–11. März 2020     | Amman        | 6      | Mirazizbek Mirzahalilov (UZB) Mohammad Al-Wadi (JOR) Serik Temirschanow (KAZ) Nguyễn Văn Đương (VIE) Daniyal Shahbakhsh (IRI) Chatchai Butdee (THA)                       |
| Europa                | 13.–23. März 2020    | London       | 8      | Peter McGrail (GBR) Roland Gálos (HUN) Samuel Kistohurry (FRA) Tayfur Əliyev (AZE) Mykola Buzenko (UKR) José Quiles (ESP) Albert Batyrgasijew (ROC) Hamsat Shadalov (GER) |
| Amerika               | –                    | –            | 5      | Lázaro Álvarez (CUB) Alexy de la Cruz (DOM) Jean Caicedo (ECU) Ceiber Ávila (COL) Mirko Cuello (ARG)                                                                      |
| Neuverteilung         | –                    | –            | 4      | Erdenebatyn Tsendbaatar (MGL) Mohamed Hamout (MAR) Duke Ragan (USA) Kurt Walker (IRL)                                                                                     |
| Wildcard              | –                    | –            | 1      | Keevin Allicock (GUY) |
| Gesamt                | Gesamt               | Gesamt       | 27     | 27 |

### Leichtgewicht (bis 63 kg)
| Qualifikationsturnier | Datum                | Ort                 | Plätze | Athleten |
| --------------------- | -------------------- | ------------------- | ------ | --- |
| Gastgeber             | 7. September 2013    | Buenos Aires        | 1      | Daisuke Narimatsu (JPN) |
| Afrika                | 20.–29. Februar 2020 | Dakar               | 3      | Jonas Junias (NAM) Richarno Colin (MRI) Abdelhaq Nadir (MAR) |
| Asien und Ozeanien    | 3.–11. März 2020     | Amman               | 6      | Elnur Abduraimov (UZB) Sakir Safiullin (KAZ) Baatarsüchiin Tschindsorig (MGL) Obada Al-Kasbeh (JOR) Manish Kaushik (IND) Bahodur Usmonow (TJK)                             |
| Europa 1              | 4. – 8. Juni 2021    | Villebon-sur-Yvette | 8      | Luke McCormack (GBR) Gabil Mamedow (ROC) Damian Durkacz (POL) Enrico Lacruz (NED) Dsmitryj Assanau (BLR) Cavid Çələbiyev (AZE) Sofiane Oumiha (FRA) Jaroslaw Charzys (UKR) |
| Amerika               | –                    | –                   | 5      | Andy Cruz Gómez (CUB) Leonel de los Santos (DOM) Wanderson Oliveira (BRA) Leodan Pezo (PER) Alston Ryan (ANT)                                                              |
| Neuverteilung         | –                    | –                   | 4      | Harry Garside (AUS) Fiston Mbaya Mulumba (COD) Keyshawn Davis (USA) Howhannes Batschkow (ARM)                                                                              |
| Wildcard              | –                    | –                   | 1      | John Ume (PNG) |
| IOC Einladung         | –                    | –                   | 1      | Wessam Salamana (EOR) |
| Gesamt                | Gesamt               | Gesamt              | 29     | 29 |

### Weltergewicht (bis 69 kg)
| Qualifikationsturnier | Datum                | Ort                 | Plätze | Athleten |
| --------------------- | -------------------- | ------------------- | ------ | --- |
| Gastgeber             | 7. September 2013    | Buenos Aires        | 0      | – |
| Afrika                | 20.–29. Februar 2020 | Dakar               | 3      | Stephen Zimba (ZAM) Albert Mengue (CMR) Shadiri Bwogi (UGA)                                                                           |
| Asien und Ozeanien    | 3.–11. März 2020     | Amman               | 5      | Zeyad Eashash (JOR) Vikas Krishan Yadav (IND) Bobousmon Baturov (UZB) Abylaichan Schüssipow (KAZ) Sewon Okazawa (JPN)                 |
| Europa 1              | 4. – 8. Juni 2021    | Villebon-sur-Yvette | 6      | Pat McCormack (GBR) Aidan Walsh (IRL) Lorenzo Sotomayor (AZE) Andrei Samkowoi (ROC) Eskerchan Madiew (GEO) Aljaksandr Radsionau (BLR) |
| Amerika               | –                    | –                   | 4      | Roniel Iglesias (CUB) Rohan Polanco (DOM) Delante Johnson (USA) Brian Arregui (ARG)                                                   |
| Neuverteilung         | –                    | –                   | 4      | Wyatt Sanford (CAN) Merven Clair (MRI) Marion Faustino Ah Tong (SAM) Necat Ekinci (TUR)                                               |
| Wildcard              | –                    | –                   | 1      | Thabiso Selby Dlamini (SWZ) |
| Gesamt                | Gesamt               | Gesamt              | 23     | 23 |

### Mittelgewicht (bis 75 kg)
| Qualifikationsturnier | Datum                | Ort                 | Plätze | Athleten |
| --------------------- | -------------------- | ------------------- | ------ | --- |
| Gastgeber             | 7. September 2013    | Buenos Aires        | 1      | Yuito Moriwaki (JPN) |
| Afrika                | 20.–29. Februar 2020 | Dakar               | 3      | Younes Nemouchi (ALG) David Tshama (COD) Wilfried Ntsengue (CMR)                                                                          |
| Asien und Ozeanien    | 3.–11. März 2020     | Amman               | 5      | Eumir Marcial (PHI) Äbilchan Amanqul (KAZ) Ashish Kumar (IND) Tuohetaerbieke Tanglatihan (CHN) Shahin Mousavi (IRI)                       |
| Europa 1              | 4. – 8. Juni 2021    | Villebon-sur-Yvette | 6      | Gleb Bakschi (ROC) Andrej Csemez (SVK) Arman Dartschinjan (ARM) Oleksandr Chyschnjak (UKR) Wital Bandarenka (BLR) Giorgi Charabadse (GEO) |
| Amerika               | –                    | –                   | 4      | Hebert Conceição (BRA) Euri Cedeño (DOM) Francisco Verón (ARG) Aaron Prince (TTO)                                                         |
| Neuverteilung         | –                    | –                   | 4      | David Kavuma Ssemujju (UGA) Fanat Qahramonov (UZB) Troy Isley (USA) Adam Chartoi (SWE)                                                    |
| Wildcard              | –                    | –                   | 1      | Darrelle Valsaint (HAI) |
| IOC Einladung         | –                    | –                   | 1      | Eldric Sella (EOR) |
| Gesamt                | Gesamt               | Gesamt              | 25     | 25 |

### Halbschwergewicht (bis 81 kg)
| Qualifikationsturnier | Datum                | Ort                 | Plätze | Athleten |
| --------------------- | -------------------- | ------------------- | ------ | --- |
| Gastgeber             | 7. September 2013    | Buenos Aires        | 0      | – |
| Afrika                | 20.–29. Februar 2020 | Dakar               | 3      | Abdelrahman Oraby (EGY) Mohammed Houmri (ALG) Mohamed Assaghir (MAR)                                                               |
| Asien und Ozeanien    | 3.–11. März 2020     | Amman               | 5      | Beksad Nurdäuletow (KAZ) Paulo Aokuso (AUS) Odai Al-Hindawi (JOR) Chen Daxiang (CHN) Schabbos Nematullojew (TJK)                   |
| Europa 1              | 4. – 8. Juni 2021    | Villebon-sur-Yvette | 6      | Benjamin Whittaker (GBR) Gazimagomed Jalidov (ESP) Luka Plantić (CRO) Loren Alfonso (AZE) Emmett Brennan (IRL) Imam Chatajew (ROC) |
| Amerika               | –                    | –                   | 4      | Arlen López (CUB) Keno Machado (BRA) Nalek Korbaj (VEN) Jorge Vivas (COL)                                                          |
| Neuverteilung         | –                    | –                   | 4      | Shakul Samed (GHA) Dilshod Roʻzmetov (UZB) Rogelio Romero (MEX) Bayram Malkan (TUR)                                                |
| Gesamt                | Gesamt               | Gesamt              | 22     | 22 |

### Schwergewicht (bis 91 kg)
| Qualifikationsturnier | Datum                | Ort                 | Plätze | Athleten                                                                                                |
| --------------------- | -------------------- | ------------------- | ------ | --- |
| Afrika                | 20.–29. Februar 2020 | Dakar               | 2      | Abdelhafid Benchabla (ALG) Youness Baalla (MAR)                                                         |
| Asien und Ozeanien    | 3.–11. März 2020     | Amman               | 4      | Wassili Lewit (KAZ) David Nyika (NZL) Hussein Iashaish (JOR) Sanjar Tursunov (UZB)                      |
| Europa 1              | 4. – 8. Juni 2021    | Villebon-sur-Yvette | 4      | Muslim Gadschimagomedow (ROC) Cheavan Clarke (GBR) Ammar Abduljabbar (GER) Emmanuel Reyes (ESP)         |
| Amerika               | –                    | –                   | 3      | Julio Castillo (ECU) Julio César La Cruz (CUB) Abner Teixeira (BRA)                                     |
| Neuverteilung         | –                    | –                   | 4      | Elly Ajowi Ochola (KEN) Ato Plodzicki-Faoagali (SAM) José María Lúcar (PER) Uladsislau Smjahlikau (BLR) |
| Gesamt                | Gesamt               | Gesamt              | 17     | 17 |

### Superschwergewicht (ab 91 kg)
| Qualifikationsturnier | Datum                | Ort                 | Plätze | Athleten                                                                                      |
| --------------------- | -------------------- | ------------------- | ------ | --------------------------------------------------------------------------------------------- |
| Afrika                | 20.–29. Februar 2020 | Dakar               | 2      | Maxime Yegnong (CMR) Chouaib Bouloudinats (ALG)                                               |
| Asien und Ozeanien    | 3.–11. März 2020     | Amman               | 4      | Bahodir Jalolov (UZB) Sijowusch Suhurow (TJK) Satish Kumar (IND) Qamschybek Qongqabajew (KAZ) |
| Europa 1              | 4. – 8. Juni 2021    | Villebon-sur-Yvette | 4      | Iwan Werjassow (ROC) Mahammad Abdullayev (AZE) Frazer Clarke (GBR) Mourad Aliev (FRA)         |
| Amerika               | –                    | –                   | 3      | Dainier Peró (CUB) Richard Torrez (USA) Cristian Salcedo (COL)                                |
| Neuverteilung         | –                    | –                   | 4      | Danis Latypov (BRN) Yousry Hafez (EGY) Ricardo Brown (JAM) Zotne Rohawa (UKR)                 |
| Gesamt                | Gesamt               | Gesamt              | 17     | 17                                                                                            |

## Frauen

### Verteilung der Quotenplätze
| Gewichtsklasse             | Kontinental | Kontinental | Kontinental     | Kontinental | Neuverteilung | Gastgeber | Wildcard | Gesamt |
| Gewichtsklasse             | Afrika      | Amerika     | Asien/ Ozeanien | Europa      | Neuverteilung | Gastgeber | Wildcard | Gesamt |
| -------------------------- | ----------- | ----------- | --------------- | ----------- | ------------- | --------- | -------- | ------ |
| Fliegengewicht (bis 51 kg) | 3           | 4           | 6               | 6           | 6             | 0         | 1        | 26     |
| Federgewicht (bis 57 kg)   | 2           | 3           | 4               | 6           | 4             | 0         | 1        | 20     |
| Leichtgewicht (bis 60 kg)  | 2           | 3           | 4               | 6           | 4             | 0         | 1        | 20     |
| Weltergewicht (bis 69 kg)  | 2           | 3           | 4               | 5           | 4             | 0         | 0        | 18     |
| Mittelgewicht (bis 75 kg)  | 2           | 3           | 4               | 4           | 3             | 0         | 0        | 16     |
| Gesamt                     | 11          | 16          | 22              | 27          | 21            | 0         | 3        | 100    |

### Fliegengewicht (bis 51 kg)
| Qualifikationsturnier | Datum                | Ort                 | Plätze | Athletinnen |
| --------------------- | -------------------- | ------------------- | ------ | --- |
| Afrika                | 20.–29. Februar 2020 | Dakar               | 3      | Roumaysa Boualam (ALG) Rabab Cheddar (MAR) Christine Ongare (KEN)                                                                            |
| Asien und Ozeanien    | 3.–11. März 2020     | Amman               | 6      | Chang Yuan (CHN) Tsukimi Namiki (JPN) Mary Kom (IND) Huang Hsiao-wen (TPE) Irish Magno (PHI) Tursunoy Rahimova (UZB)                         |
| Europa 1              | 4. – 8. Juni 2021    | Villebon-sur-Yvette | 6      | Buse Naz Çakıroğlu (TUR) Charley Davison (GBR) Stojka Krastewa (BUL) Giordana Sorrentino (ITA) Swetlana Solujanowa (ROC) Sandra Drabik (POL) |
| Amerika               | –                    | –                   | 4      | Íngrit Valencia (COL) Grazieli de Jesus (BRA) Virginia Fuchs (USA) Irismar Cardozo (VEN)                                                     |
| Neuverteilung         | –                    | –                   | 5      | Nguyễn Thị Tâm (VIE) Catherine Nanziri (UGA) Miguelina Hernández (DOM) Danica Radovanović (SRB) Mandy Bujold (CAN)                           |
| Wildcard              | –                    | –                   | 1      | Omella Havyarimana (BDI) |
| Gesamt                | Gesamt               | Gesamt              | 25     | 25 |

### Federgewicht (bis 57 kg)
| Qualifikationsturnier | Datum                | Ort                 | Plätze | Athletinnen |
| --------------------- | -------------------- | ------------------- | ------ | --- |
| Afrika                | 20.–29. Februar 2020 | Dakar               | 2      | Khouloud Hlimi (TUN) Keamogetse Kenosi (BOT)                                                                                             |
| Asien und Ozeanien    | 3.–11. März 2020     | Amman               | 4      | Lin Yu-ting (TPE) Sena Irie (JPN) Skye Nicolson (AUS) Im Ae-ji (KOR)                                                                     |
| Europa 1              | 4. – 8. Juni 2021    | Villebon-sur-Yvette | 6      | Irma Testa (ITA) Stanimira Petrowa (BUL) Michaela Walsh (IRL) Maria Claudia Nechita (ROU) Nikolina Ćaćić (CRO) Karriss Artingstall (GBR) |
| Amerika               | –                    | –                   | 3      | Caroline Veyre (CAN) Yeni Arias (COL) Jucielen Romeu (BRA)                                                                               |
| Neuverteilung         | –                    | –                   | 4      | Nesthy Petecio (PHI) Marcelat Sakobi (COD) Yamileth Solorzano (ESA) Ljudmila Woronzowa (ROC)                                             |
| Wildcard              | –                    | –                   | 2      | Ramla Ali (SOM) Yarisel Ramirez (USA) |
| Gesamt                | Gesamt               | Gesamt              | 21     | 21 |

### Leichtgewicht (bis 60 kg)
| Qualifikationsturnier | Datum                | Ort                 | Plätze | Athletinnen |
| --------------------- | -------------------- | ------------------- | ------ | --- |
| Afrika                | 20.–29. Februar 2020 | Dakar               | 2      | Imane Khelif (ALG) Mariem Homrani (TUN)                                                                                            |
| Asien und Ozeanien    | 3.–11. März 2020     | Amman               | 4      | Oh Yeon-ji (KOR) Simranjit Kaur (IND) Sudaporn Seesondee (THA) Wu Shih-yi (TPE)                                                    |
| Europa 1              | 4. – 8. Juni 2021    | Villebon-sur-Yvette | 6      | Caroline Dubois (GBR) Esra Yıldız (TUR) Agnes Alexiusson (SWE) Kellie Harrington (IRL) Rebecca Nicoli (ITA) Maïva Hamadouche (FRA) |
| Amerika               | –                    | –                   | 3      | Beatriz Ferreira (BRA) Rashida Ellis (USA) Esmeralda Falcón (MEX)                                                                  |
| Neuverteilung         | –                    | –                   | 4      | Naomie Yumba (COD) Rayhona Qodirova (UZB) María José Palacios (ECU) Mira Potkonen (FIN)                                            |
| Wildcard              | –                    | –                   | 2      | Donjeta Sadiku (KOS) |
| Wildcard              | –                    | –                   | 2      | Dayan Sánchez (ARG) |
| Gesamt                | Gesamt               | Gesamt              | 21     | 21 |

### Weltergewicht (bis 69 kg)
| Qualifikationsturnier | Datum                | Ort                 | Plätze | Athletinnen                                                                                               |
| --------------------- | -------------------- | ------------------- | ------ | --- |
| Afrika                | 20.–29. Februar 2020 | Dakar               | 2      | Oumaïma Bel Ahbib (MAR) Acinda Panguana (MOZ)                                                             |
| Asien und Ozeanien    | 3.–11. März 2020     | Amman               | 4      | Gu Hong (CHN) Chen Nien-chin (TPE) Lovlina Borgohain (IND) Baison Manikon (THA)                           |
| Europa 1              | 4. – 8. Juni 2021    | Villebon-sur-Yvette | 5      | Busenaz Sürmeneli (TUR) Angela Carini (ITA) Anna Lyssenko (UKR) Nadine Apetz (GER) Saadat Dalgatowa (ROC) |
| Amerika               | –                    | –                   | 3      | Oshae Jones (USA) Myriam da Silva (CAN) Maria Moronta (DOM)                                               |
| Neuverteilung         | –                    | –                   | 4      | Elizabeth Akinyi (KEN) Shahnoza Yunusova (UZB) Brianda Cruz (MEX) Karolina Koszewska (POL)                |
| Gesamt                | Gesamt               | Gesamt              | 18     | 18 |

### Mittelgewicht (bis 75 kg)
| Qualifikationsturnier | Datum                | Ort                 | Plätze | Athletinnen                                                                                    |
| --------------------- | -------------------- | ------------------- | ------ | ---------------------------------------------------------------------------------------------- |
| Afrika                | 20.–29. Februar 2020 | Dakar               | 2      | Khadija el-Mardi (MAR) Rady Gramane (MOZ)                                                      |
| Asien und Ozeanien    | 3.–11. März 2020     | Amman               | 4      | Li Qian (CHN) Caitlin Parker (AUS) Pooja Rani (IND) Nadeschda Rjabez (KAZ)                     |
| Europa 1              | 4. – 8. Juni 2021    | Villebon-sur-Yvette | 4      | Lauren Price (GBR) Senfira Magomedalijewa (ROC) Aoife O’Rourke (IRL) Nouchka Fontijn (NED)     |
| Amerika               | –                    | –                   | 3      | Tammara Thibeault (CAN) Naomi Graham (USA) Atheyna Bylon (PAN)                                 |
| Neuverteilung         | –                    | –                   | 4      | Ichrak Chaib (ALG) Mönchbatyn Mjagmardschargal (MGL) Érika Pachito (ECU) Elżbieta Wójcik (POL) |
| Gesamt                | Gesamt               | Gesamt              | 17     | 17                                                                                             |